# Liptena olombo
Liptena olombo är en fjärilsart som beskrevs av Holland 1890. Liptena olombo ingår i släktet Liptena och familjen juvelvingar. Inga underarter finns listade i Catalogue of Life.